# 久尔杰维恰塔拉大桥
久尔杰维恰塔拉大桥（蒙特內哥羅語：、發音：[dʑǔːrdʑɛv̞iːtɕaː târa]），是位於蒙特內哥羅北部塔拉河上的一座混凝土拱橋。

## 设计
大橋的設計者是Mijat Trojanović，修建於南斯拉夫王國時期的1937年至1940年。大橋全長365米（1,198英尺），共有五個橋拱。

## 历史
二戰期間該橋被部分炸毀，戰後於1946年重建。

## 大众文化
1969年前南斯拉夫电影《桥》以此为背景拍摄。